# Lupenotvaré
Lupenotvaré (Agaricales), nazývané také žampiónotvaré nebo pečárkotvaré, je řád hub, který zahrnuje přes 25000 popsaných druhů, skoro polovina z celkového počtu známých druhů rouškatých hub. Jsou to houby s plodnicí tvořenou kloboukem a třeněm; hymenofor, čili spodní část klobouku nesoucí výtrusorodé rouško, je na spodní straně lupenatá. V mládí je plodnice celá krytá plachetkou, která se trhá během zrání a dává vznik pochvě nebo bradavkám na klobouku.
Některé lupenotvaré ale netvoří typické plodnice, například pýchavky, a naopak ne všechny houby, které mají lupeny, patří mezi lupenotvaré, například holubinky.
Lupenotvaré houby jsou rozšířené na všech kontinentech kromě Antarktidy a nacházejí se v různých prostředích; jsou to saprofyté i symbionti rostlin (viz mykorhiza), nebo dřevokazné houby. Některé druhy jsou jedovaté, jiné jsou vynikající jedlé houby.

## Čeledi
- Agaricaceae - pečárkovité
- Bolbitiaceae - slzečníkovité
- Broomeiaceae
- Clavariaceae - kyjankovité
- Coprinaceae - hnojníkovité
- Cortinariaceae - pavučincovité
- Entolomataceae - závojenkovité
- Fistulinaceae - pstřeňovité
- Gigaspermaceae
- Hemigasteraceae
- Hydnangiaceae
- Lycoperdaceae - pýchavkovité
- Marasmiaceae - špičkovité
- Mesophelliaceae
- Mycenastraceae
- Niaceae
- Nidullariaceae - hnízdovkovité
- Phelloriniaceae
- Pleurotaceae - hlívovité
- Pluteaceae - štítovkovité
- Pterulaceae
- Schizophyllaceae - klanolístkovité
- Strophariaceae - límcovkovité
- Tricholomataceae - čirůvkovité
- Tulostomataceae - palečkovité
- Typhulaceae